# Geschichte des Damenrads

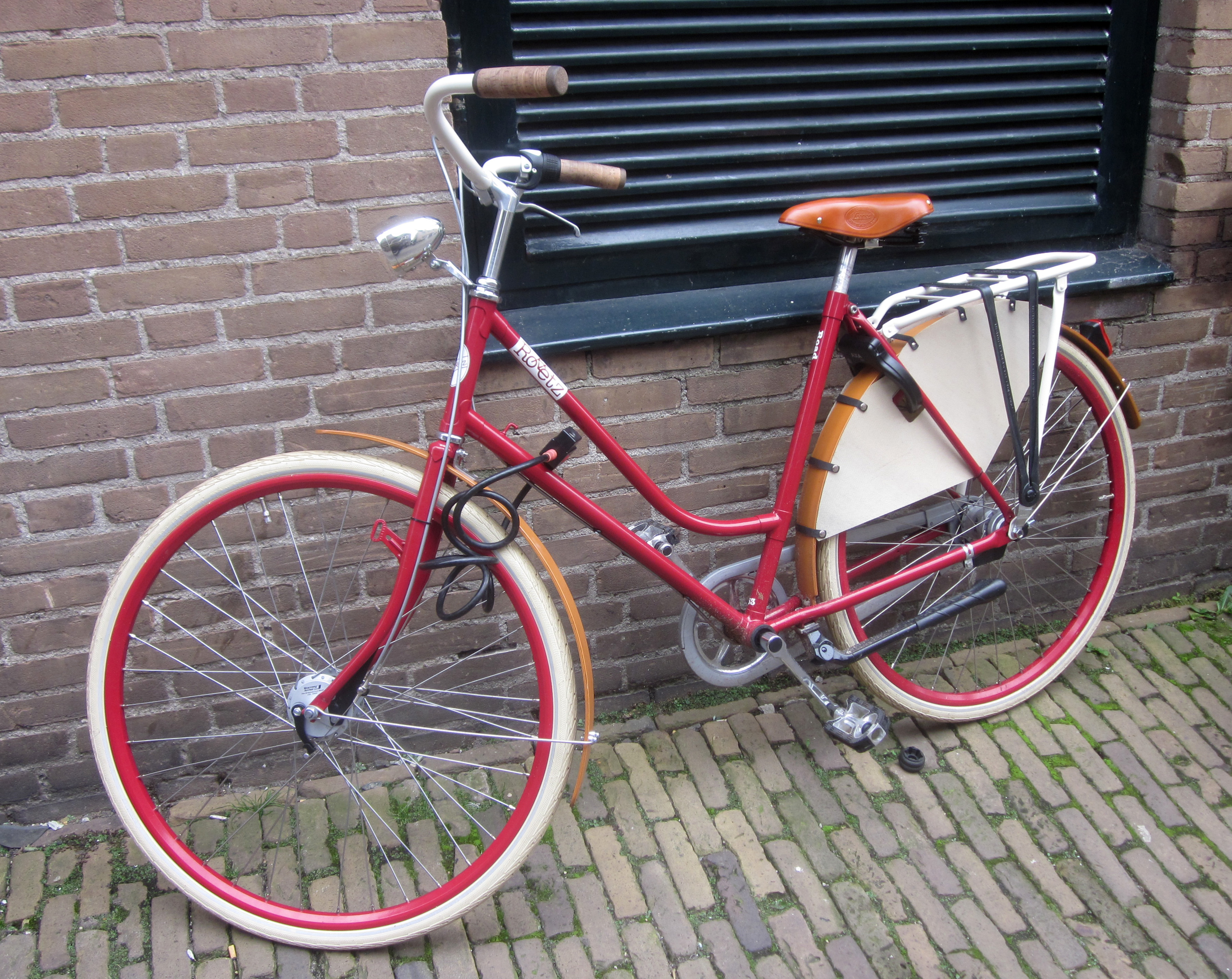
Klassisches Damenrad mit nach unten gezogenen Oberrohr, Rockschutz und Vollkettenschutz.

Klassischen Kleidungskonventionen entsprechend werden Fahrräder die so gebaut sind, dass sie auch mit langen Röcken gefahren werden können als Damenräder bezeichnet. Es ist längst normal, dass Frauen mit Hosen auch auf Herrenrädern fahren und Männer den niedrigen Durchstieg von Damenrädern schätzen, daher wird immer häufiger die Bezeichnung Rad mit Durchstieg statt Damenrad verwendet.
Im Gegensatz zur klassischen Definition von Damenrädern unterscheiden sich moderne Damen-Rennräder ausschließlich durch die Berücksichtigung der anatomischen Unterschiede von Frauen gegenüber Männern.
Die Geschichte des Damenrads begann bereits im Jahr 1819 mit speziell für Damen angefertigten Laufmaschinen.

## Geschichte und Technik
Der Engländer Dennis Johnson übernahm 1818 die Lizenz und den Vertrieb der Draisschen Laufmaschine. Für Damen entwickelte Johnson Draisinen, die so gebaut waren, dass sie mit Rock genutzt werden konnten. Wie oft diese Konstruktion von Damen benutzt wurde, ist nicht überliefert. Jahrzehnte vergingen, bis die ersten Michaulinen bzw. Boneshaker entwickelt wurden; wenige Frauen benutzten sie. Von einem reinen Damenrennen, das am 1. November 1868 im Park von Bordelais bei Bordeaux stattfand und an dem vier Frauen auf Michaulinen teilnahmen, sind die beiden Erstplatzierten, Mademoiselle Julie und Mademoiselle Louise, bekannt. Michaulinen mit einer Sitzhöhe von nur 60 cm wurden offensichtlich auch für kleinere Personen (und damit für Frauen) hergestellt. Dennoch sah man wenige Frauen auf Michaulinen. Das ab 1870 hergestellte Hochrad wurde nahezu ausschließlich von Männern benutzt. In ganz seltenen Fällen (Artistinnen, Radrennfahrerinnen, u. a. Elsa von Blumen) benutzten Frauen das gefährliche Hochrad. Als Ersatz wurde den Damen das Otto Dicycle angeboten, während der Herr daneben Hochrad fuhr. Die erste deutsche Radlerin war nach Angaben des Berliner Tageblatts 1908 „Frau Choralist Schneider“, die – 1908 bereits 73 Jahre alt – „seit 25 Jahren eine treue Freundin des Rades“ gewesen sei.
Mit der Entwicklung des Sicherheitsniederrads von 1885 war Frauen die Benutzung eines Fahrrads von den sozialen Zwängen her möglich. Das Fahrradmodell mit Kreuzrahmen (1886) wurde schon von Frauen benutzt. Das Modell Rover Lady´s Safety (1889) von John Kemp Starley mit einem Unterrohr und niedrigem Durchstieg war der Durchbruch zum modernen Damenrad. Vorn hatte es ein 28-Zoll-Rad, hinten ein 26-Zoll-Rad, beide mit Vollgummireifen ausgerüstet. Nackensteuerung, Stempelbremse auf das Vorderrad, Federsattel sowie ein Kettenschutz vollendete die Konstruktion, die für 20 Pfund Sterling erhältlich war. Drei weitere englische Hersteller boten zeitgleich vergleichbare Konstruktionen an. 1892 erschienen Damenmodelle mit Luftreifen und 1898 mit Freilaufnabe. Niederländische Hersteller übernahmen die englischen Konstruktionen und entwickelten sie bis zum heute üblichen Hollandrad (mit zwei Verbindungsrohren) weiter, das mit Vollkettenschutz und Hinterrad-Seitenverkleidung ausgestattet wird. Der vielseitige Designer Luigi Colani entwarf 1982 für den Fahrradhersteller Schauff ein Modell mit strömungsgünstiger Verkleidung von Lenker, Rahmen und Hinterrad. In die Verkleidung waren ein Handschuhfach und ein Kindersitz integriert. Zur Serienfertigung kam es wegen zu hoher Herstellungskosten nicht.

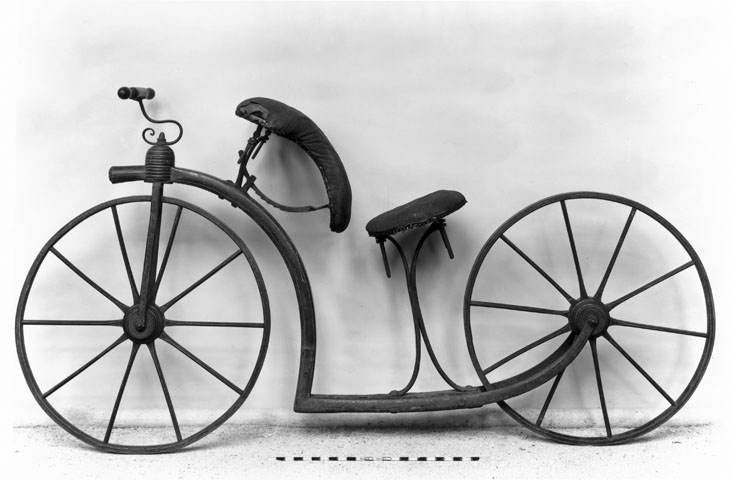
Ladies Hobby-Horse (1819)
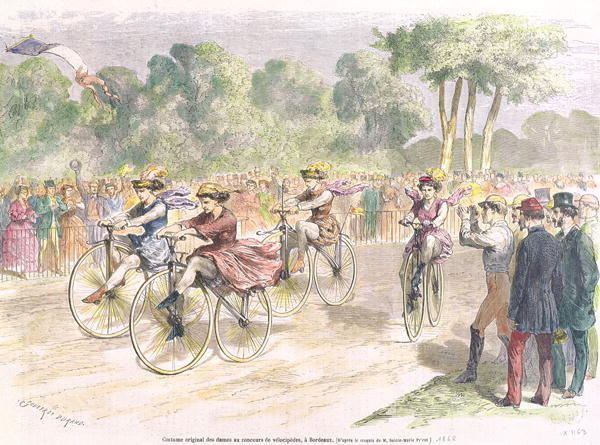
Erstes Damenrennen (1. November 1868)
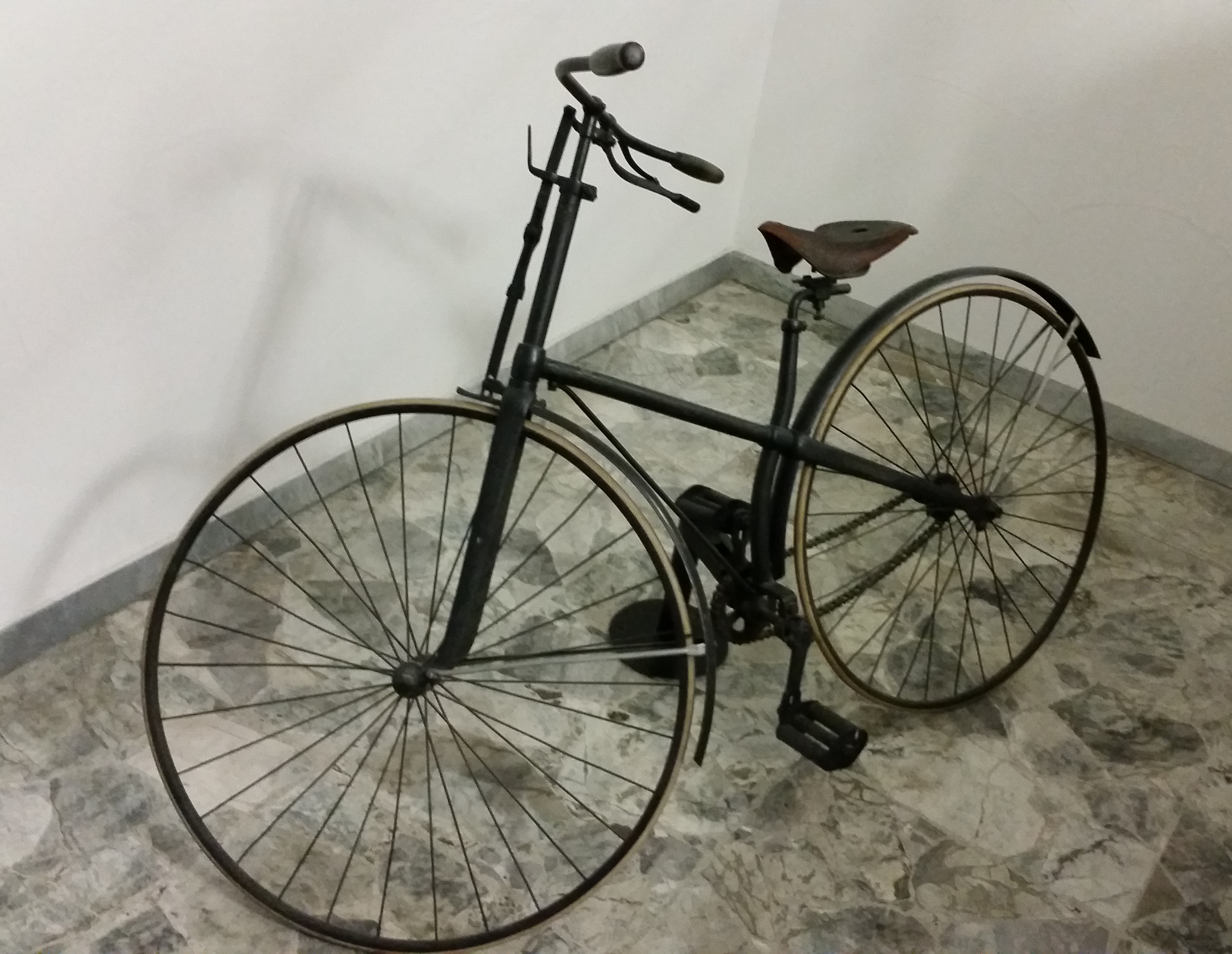
Kreuzrahmen von Adler (1886)
Rover Lady’s Safety (1889)
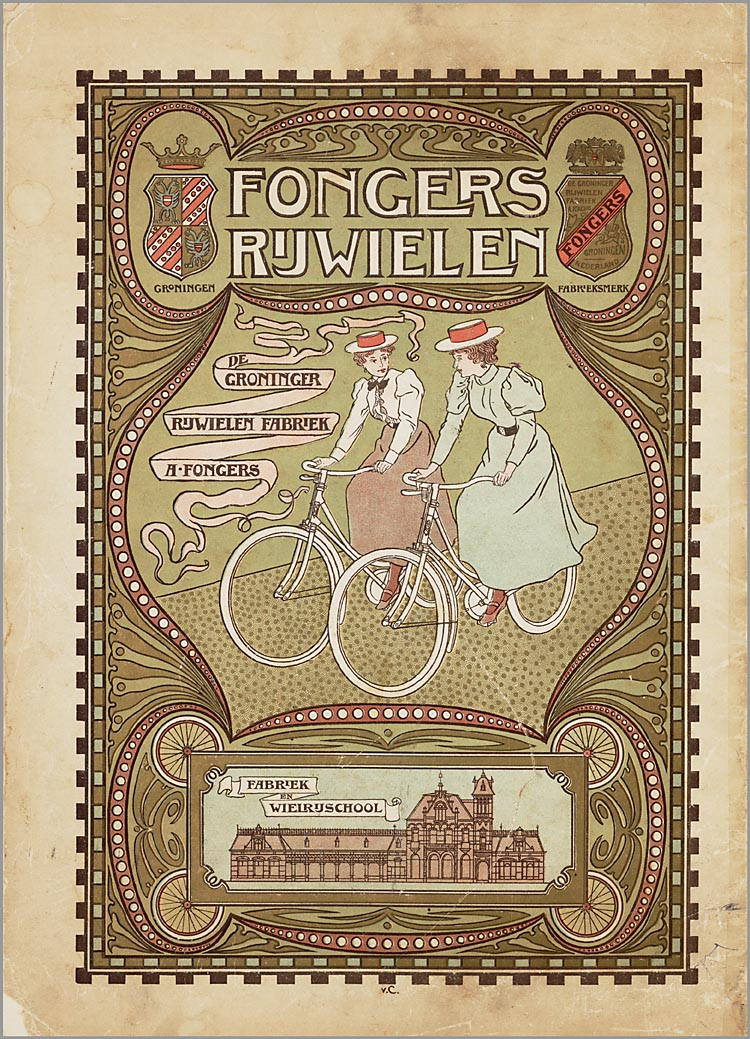
Fongers Hollandrad (1898)
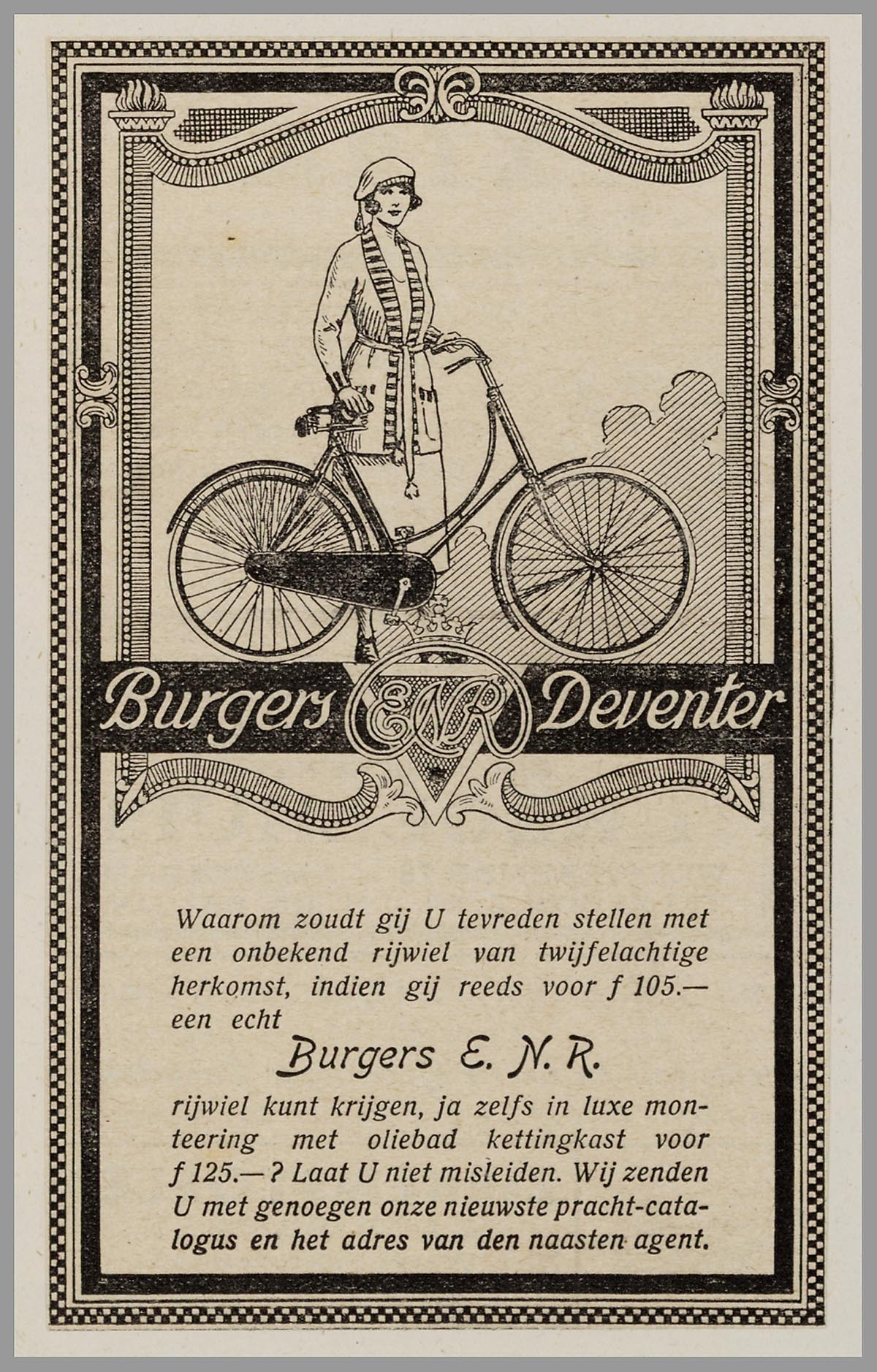
Burgers Hollandrad (um 1925)
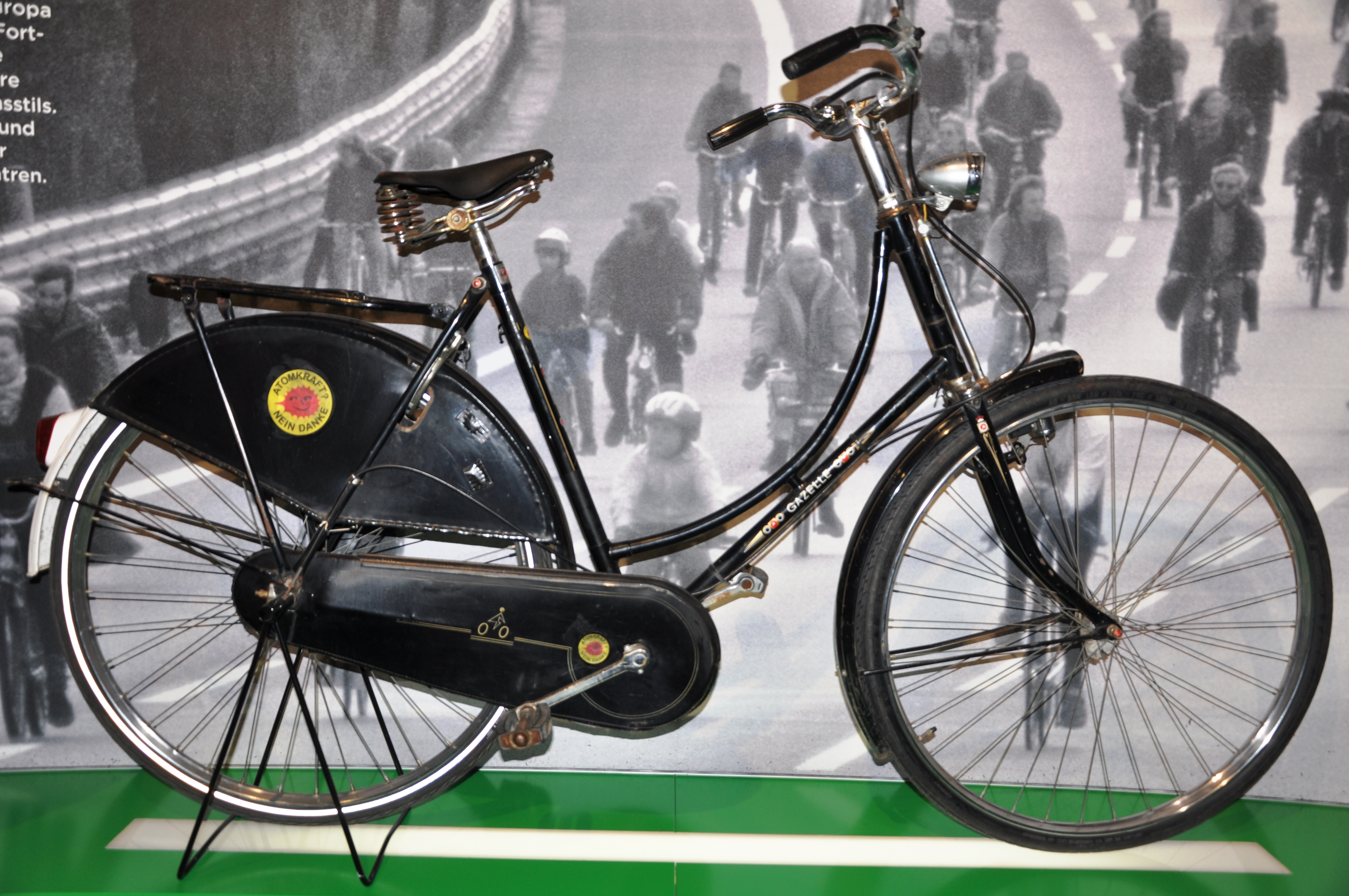
Hollandrad (heute)
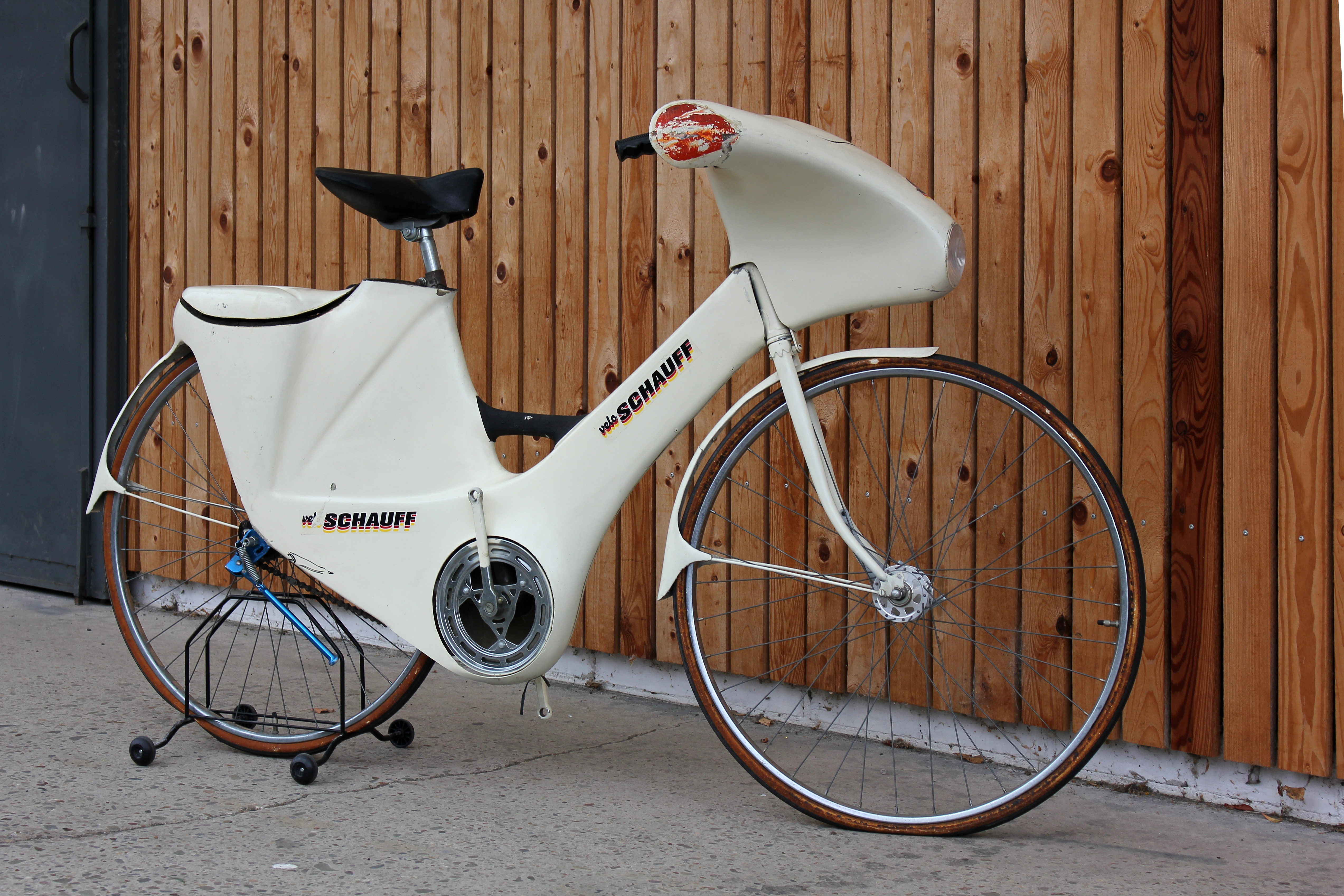
Prototyp von Luigi Colani 1982

## Kleidung und Emanzipation
Das Niederrad bot Frauen die Möglichkeiten der eigenständigen Mobilität. Traditionell war im 19. Jahrhundert der Wirkungskreis von Frauen meist auf Haus und Hof beschränkt gewesen. Durch das Fahrrad wurde es ihnen jedoch möglich, sich über den Bereich des Häuslichen hinaus Mobilität zu verschaffen. Das Radfahren galt jedoch um 1890 als „unweiblich“. „Das Fahrrad befreite die Frauen aus der Enge des Hauses. Es führte sie aus der Stadt heraus auf das Land, in die frische Luft und die Natur.“
Daneben waren Frauen zu eher bewegungsarmen Tätigkeiten wie Handarbeiten erzogen worden. In diesem Sinne propagierte 1895 die niederländische Frauenbewegung De Evolutie „das Radfahren als Akt der Befreiung, mit dem die Frauen der Enge und erstickenden Atmosphäre der Stadt entfliehen und ihr Bedürfnis nach körperlichen Entwicklung stillen konnten“.
Die von Frauen damals getragenen üblichen langen Röcke und Korsetts waren beim Fahrradfahren äußerst hinderlich. Frauen gingen zunehmend dazu über, ihre Röcke zu kürzen, das Korsett abzulegen oder gar praktische Hosenröcke und Pumphosen, die sogenannten Bloomers, zu tragen. Wegen dieser praktischen Kleidung und der gespreizten Beinhaltung beim Radfahren standen Fahrradfahrerinnen Ende des 19. Jahrhunderts unter starker Kritik bis hin zu dem Verdacht, dass das Fahrradfahren sogar eine Onanie begünstige. Ärzte befürchteten zudem, Fahrerinnen könnten sich verschiedene Krankheiten zuziehen, wie etwa Geschwüre, oder unfruchtbar werden. 1891 verglich ein Bischof das Frauenradfahren mit einer alten Frau, „die einen Besenstiel reitet“.
Viele der Frauen, die den Mut hatten, sich trotz Anfeindungen mit diesem modernen Gerät auf den Straßen fortzubewegen und ihre „züchtige“ Kleidung gegen für das Radfahren geeignete auszutauschen, hatten auch die Courage, womöglich politische Rechte für sich einzufordern. Sie wurden zu Vorreiterinnen der Frauenbewegung. 1896 sprach die US-amerikanische Frauenrechtlerin Susan B. Anthony in einem Zeitungsinterview mit der New York World über das Fahrrad:

„Ich denke, es hat mehr für die Emanzipation der Frau getan als irgendetwas anderes auf der Welt.“

In verschiedenen Kulturkreisen gibt es bis heute die Vorstellung, dass der Hymen durch Radfahren reißen könnte, die Jungfräulichkeit von Mädchen damit in Gefahr sei, weshalb diese nicht Fahrrad fahren dürfen.

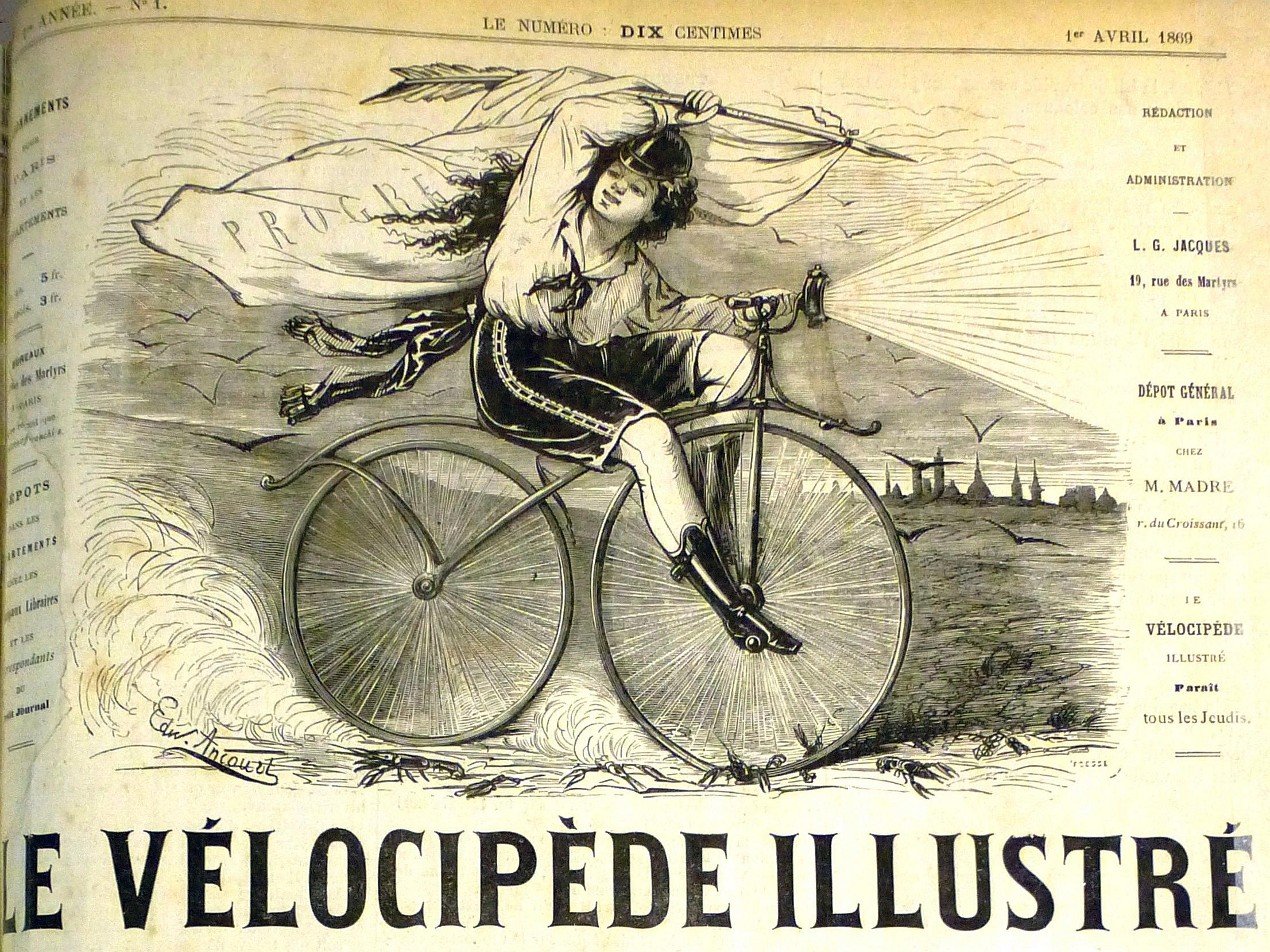
Le Vélocipède illustré (1. April 1869)
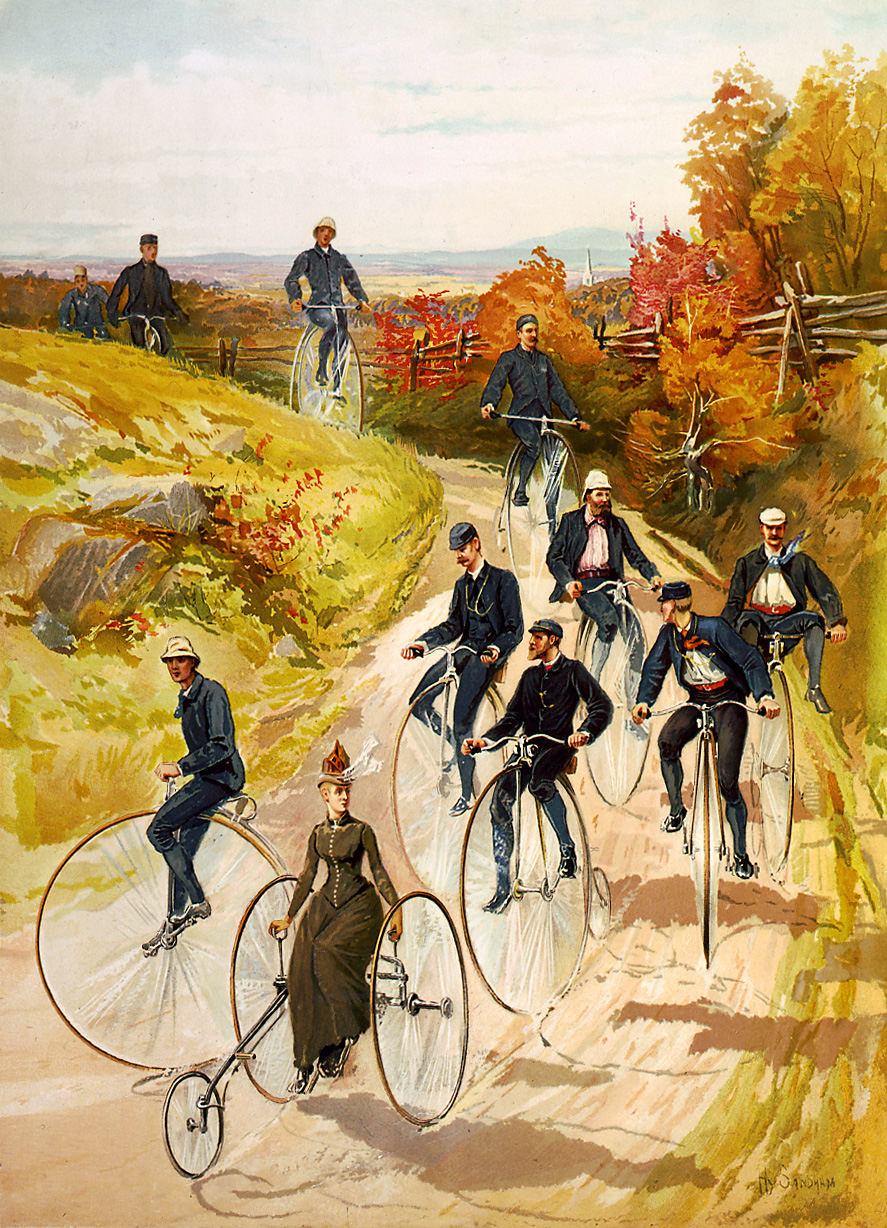
Hochräder und Dicycle (1887)
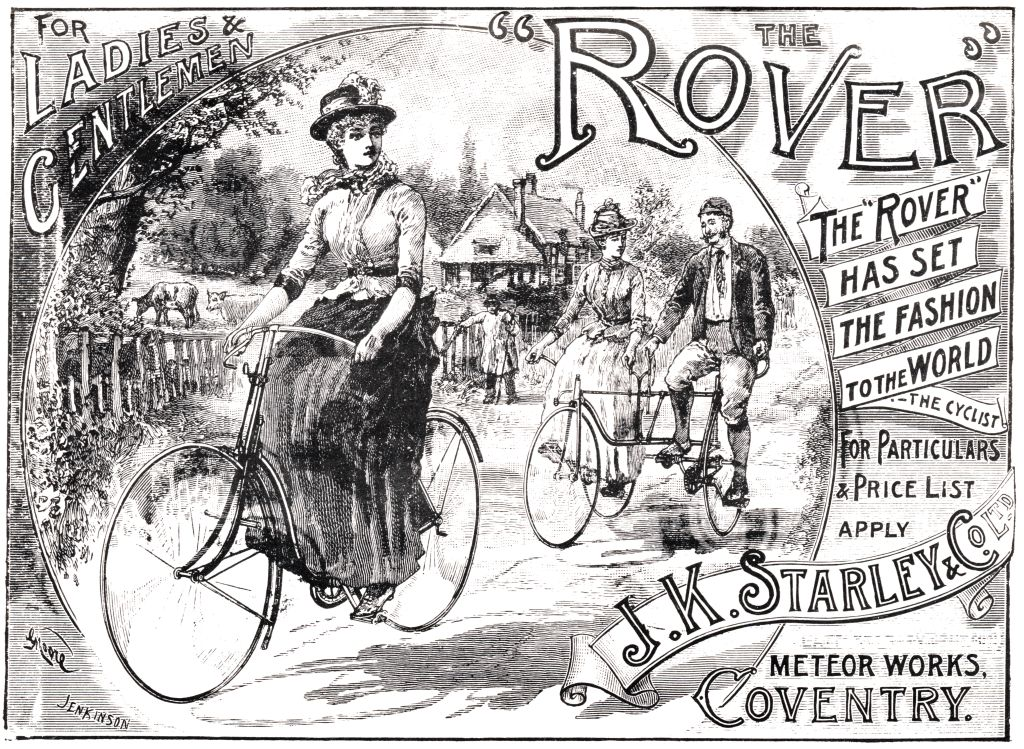
Rover Damenrad (1890)
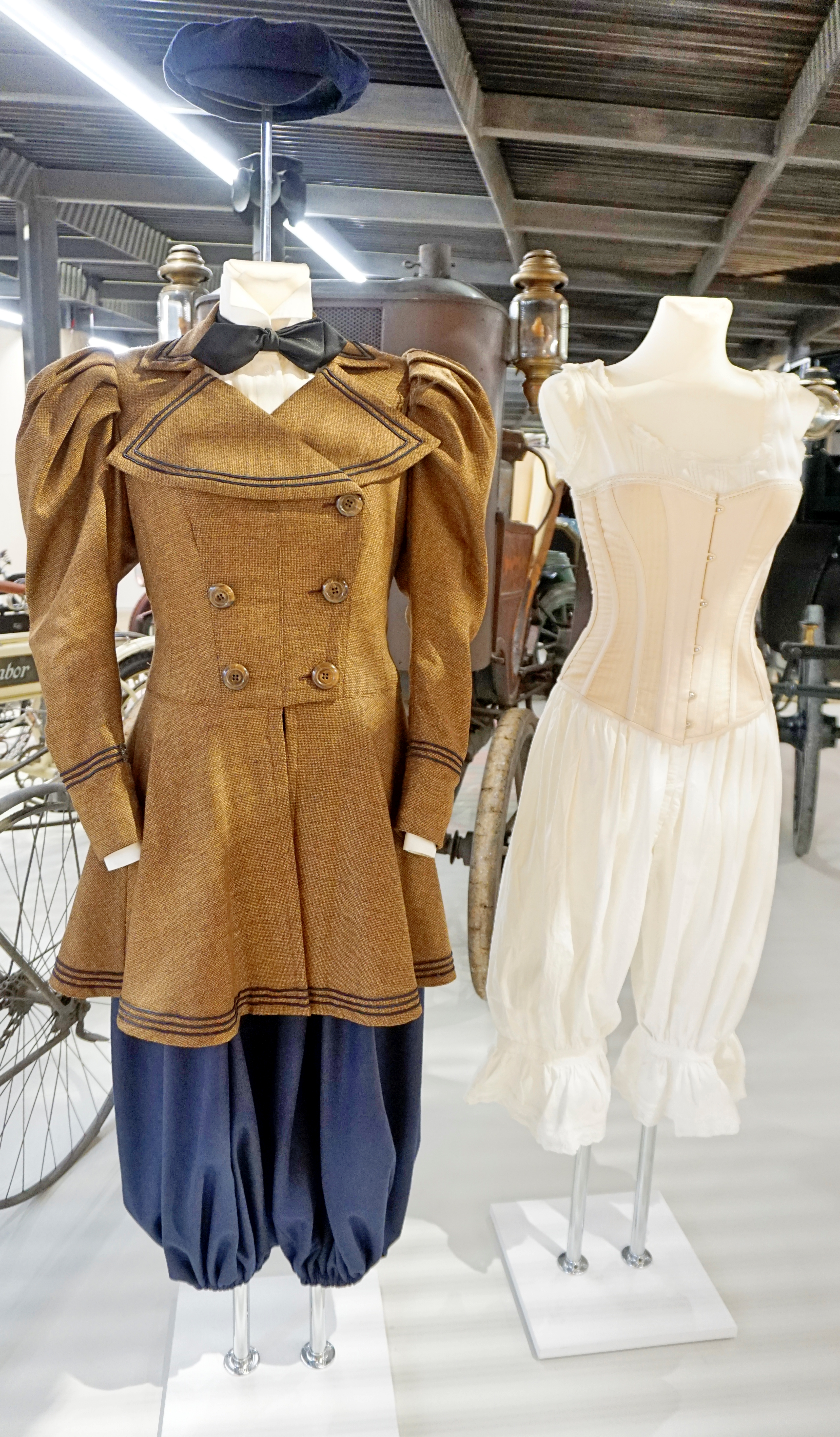
Fahrradkostüm für Damen (1895)
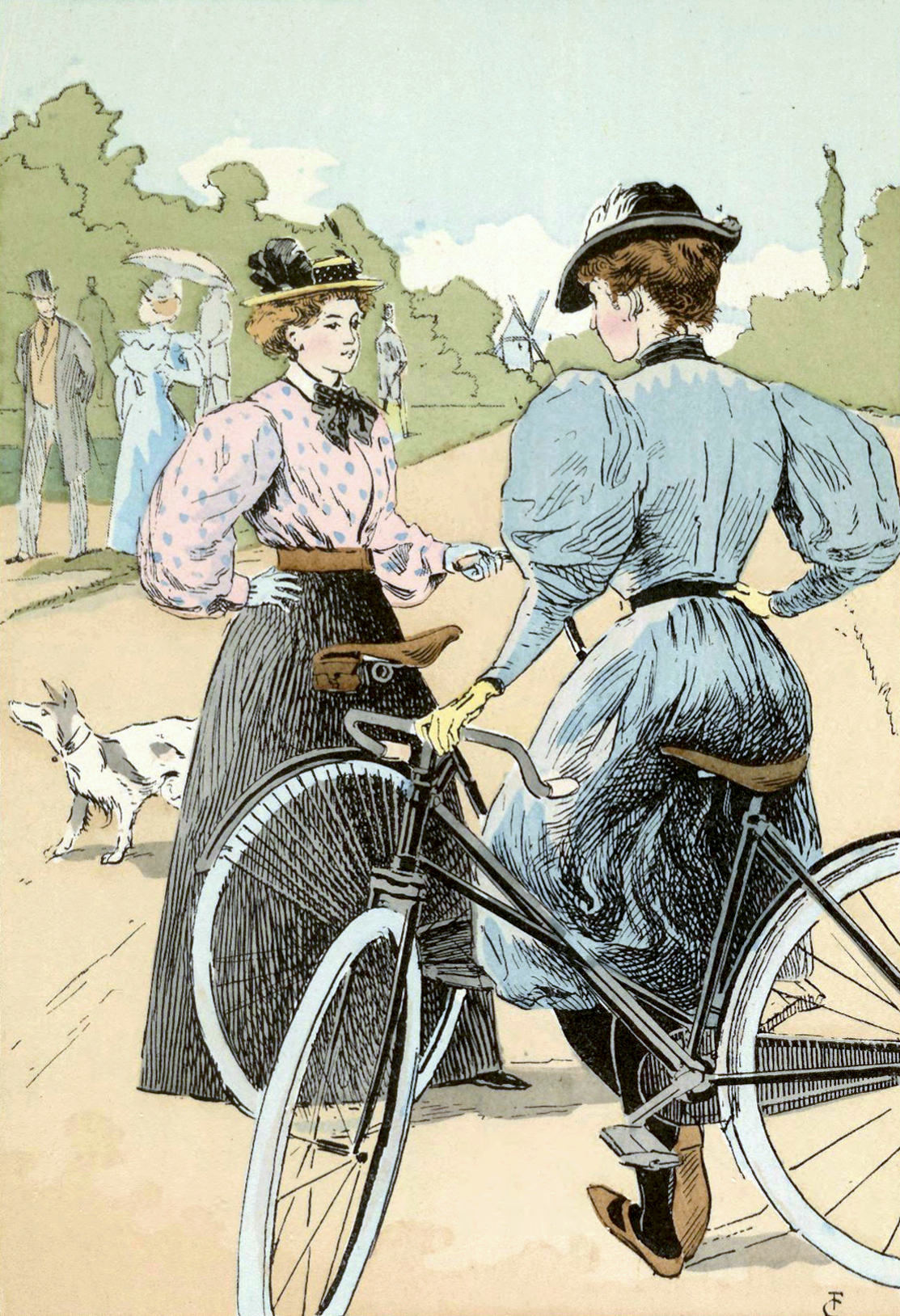
Frauen auf dem Fahrrad (1896)
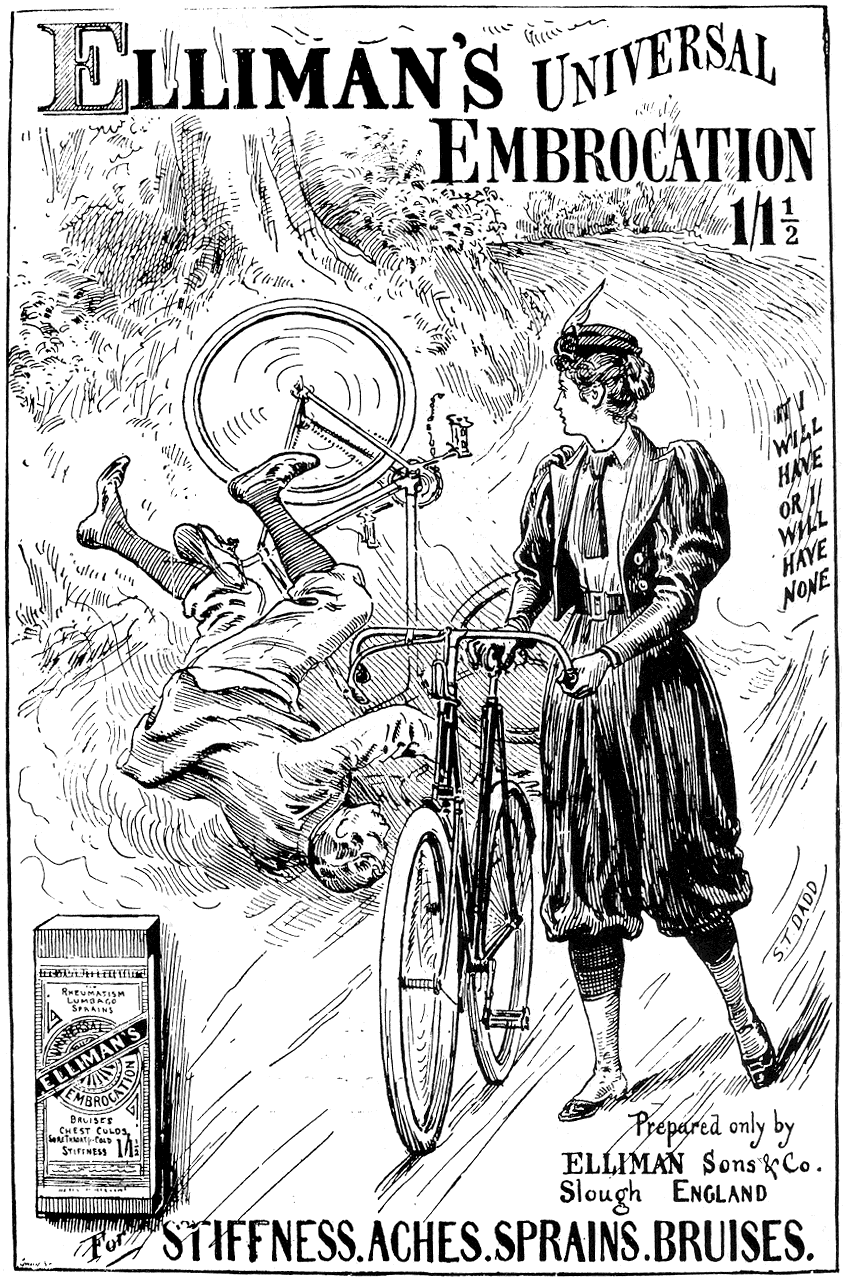
Radfahrerin in „Bloomers“ (1897)
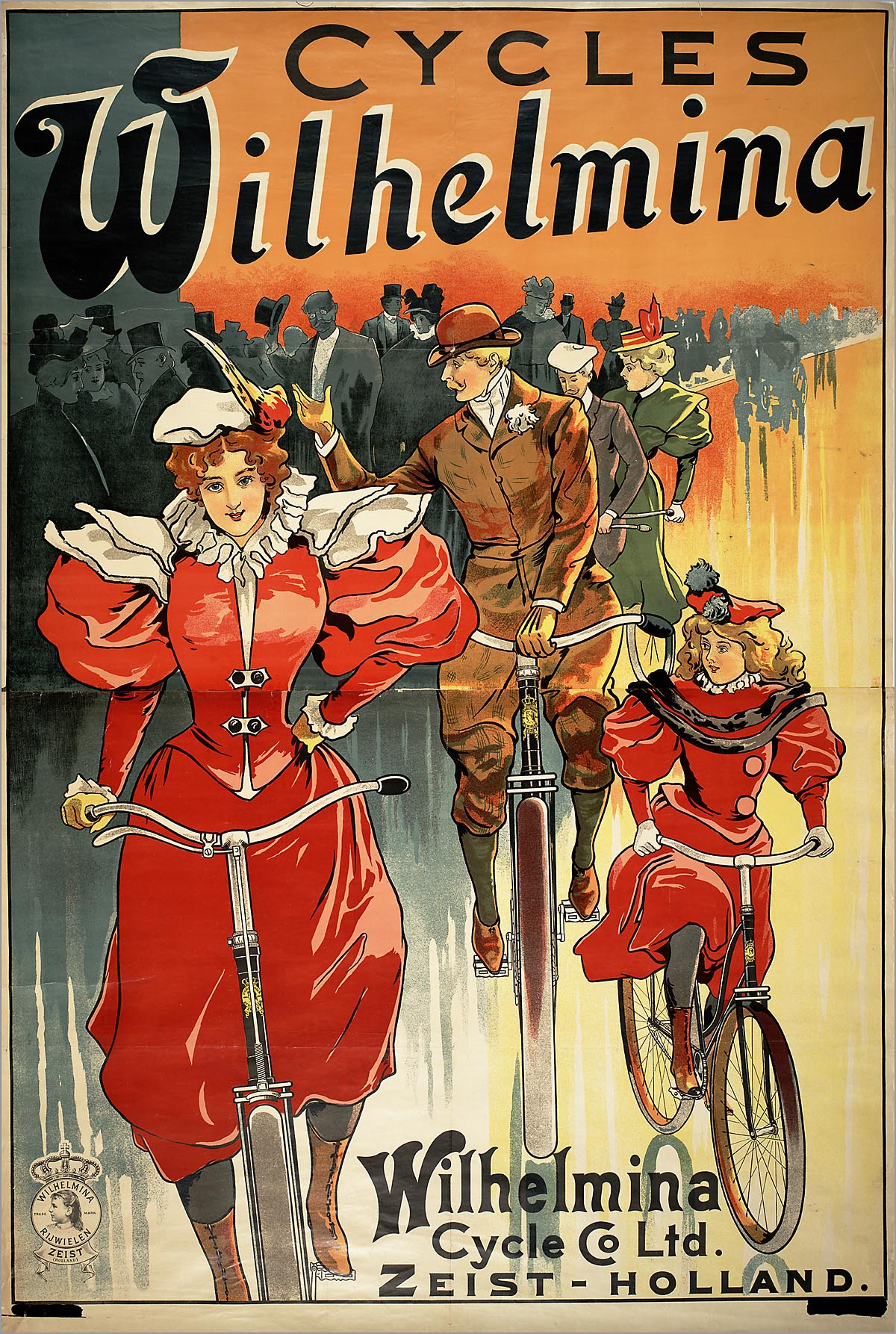
Holland-Räder (1897)
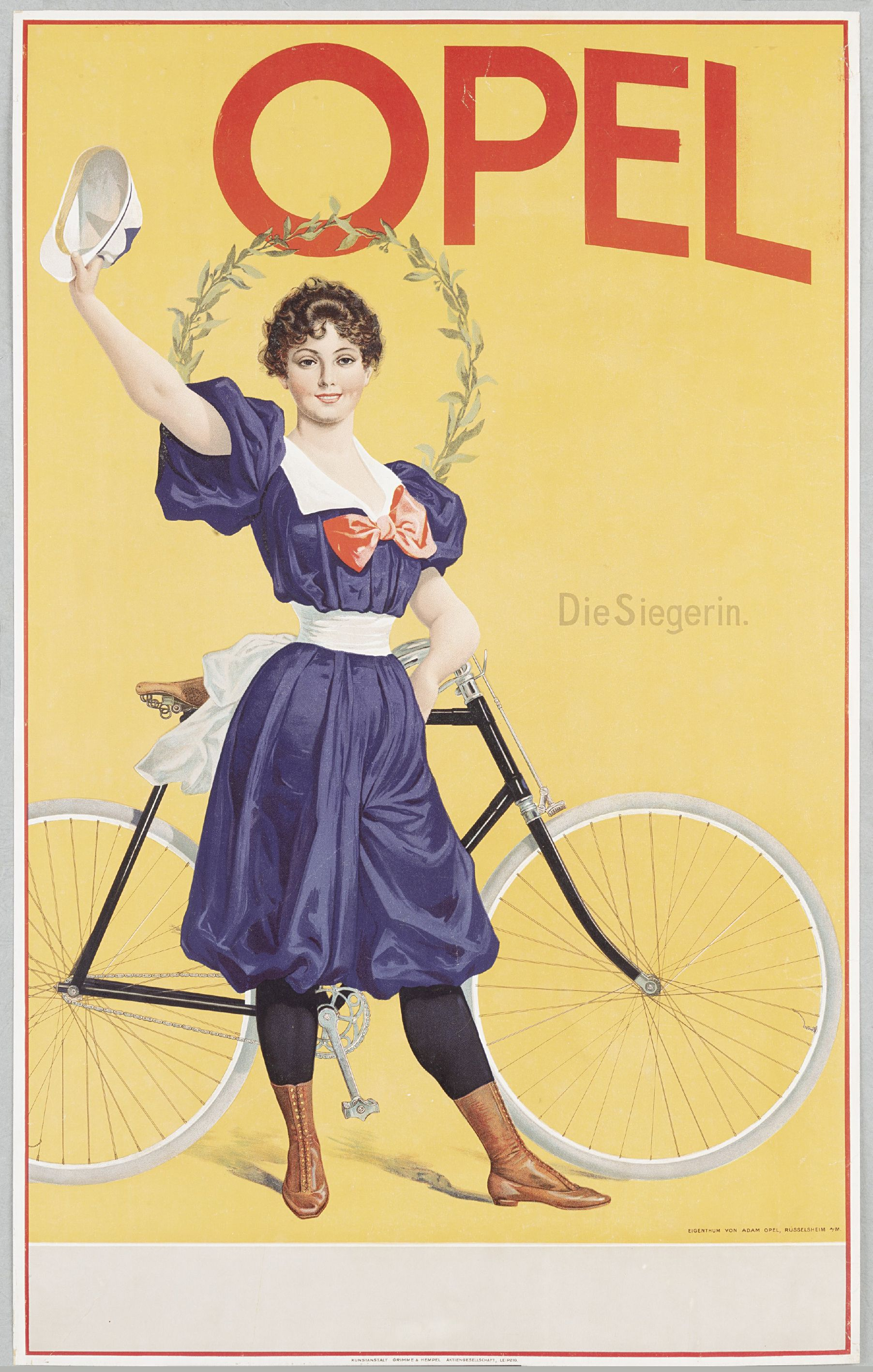
Fahrradfahrerin in damals moderner Fahrradhose (1898)

## Verbote
Seit 2013 dürfen Frauen in Saudi-Arabien Fahrrad fahren, jedoch „nur in Erholungsgebieten, in Begleitung eines männlichen Verwandten und unter Wahrung der gesetzlichen Bekleidungsvorschriften“.
Der religiöse Führer des Iran, Ajatollah Seyyed Ali Chamene’i, hat 2016 in einer Fatwa festgestellt, dass „Frauen in der Öffentlichkeit und an Orten, wo sie von Passanten gesehen werden können, nicht Fahrrad fahren dürfen“. Eine ähnliche Auffassung vertritt Rabbi Eliezer Moshe Fisher für Mädchen ab 5 Jahren.